# Jhennifer Lopes
Jhennifer Rosa Lopes dos Santos (* 28. Juli 2000 in Rio de Janeiro, Brasilien) ist eine brasilianische Handballspielerin, die für die brasilianische Nationalmannschaft aufläuft.

## Karriere

### Im Verein
Lopes spielte für den brasilianischen Verein Ser Unimed Sorocaba, mit dem sie 2022 die nationale Liga auf dem dritten Platz beendete.
Im Januar 2023 schloss sich die Rückraumspielerin dem spanischen Erstligisten Rocasa Gran Canaria an. Mit Rocasa Gran Canaria stand sie im Halbfinale des EHF European Cups 2023/24. Im Sommer 2025 wechselte sie zum französischen Erstligisten Saint-Amand Handball.

### In der Nationalmannschaft
Lopes gewann mit der brasilianischen Nationalmannschaft die Goldmedaille bei den Südamerikaspielen 2022 sowie die Goldmedaille bei den Panamerikanischen Spielen 2023. Weiterhin lief Lopes im Jahr 2023 bei der Weltmeisterschaft auf, die Brasilien auf dem neunten Platz abschloss. Sie warf im Turnierverlauf zwei Tore. Im Jahr 2024 nahm sie an den Olympischen Spielen teil.